# Paul Rée
Paul Rée (Bartelshagen, Pomerània, Prússia, 21 de novembre de 1849 - Grisons, Suïssa, 28 d'octubre de 1901) va ser un filòsof jueu alemany.
Nascut a la noble finca "Rittergut Adlig Bartelshagen am Grabow", a prop de la costa sud del mar Bàltic, fill d'un adinerat empresari i terratinent, va estudiar filosofia i dret a la Universitat de Leipzig. El 1870, després d'efectuar el seu any de treball voluntari, va ser reclutat per l'exèrcit i portat a la línia de foc. Ferit als primers combats, a la batalla de Saint-Privat, el 18 d'agost, va tornar a Alemanya, on va emprendre estudis de Dret, abans de tornar a la filosofia.
Va morir al caure pel penya-segat de Charnadüra, quan caminava per les muntanyes suïsses, prop de Celerina, el 28 d'octubre de 1901.

## Formació acadèmica i intel·lectual
A la història de les idees és conegut com una figura secundària a través de la seva amistat amb Friedrich Nietzsche però no com un filòsof important. La majoria dels aspectes generals sobre el seu caràcter i la seva obra porten a formulacions de Nietzsche i la seva mútua amiga Lou Andreas-Salomé.
Lector profund de Darwin, Schopenhauer i escriptors francesos com La Bruyère i La Rochefoucauld, Rée va reunir els seus diversos estudis sota el títol Observacions psicològiques, on descriu la natura humana a través d'aforismes literaris i exegesis filosòfiques.
El 1875 Rée va ser qualificat pel seu doctorat a la universitat de Halle. Aquell any va produir una dissertació sobre "allò noble" a l'ètica d'Aristòtil.
L'origen dels sentiments morals va ser escrit en gran manera, a la tardor de 1877, a Sorrento, on Rée i Nietzsche van treballar junts per invitació de Malwida von Meysenbug. El llibre tracta de respondre a dues preguntes: en primer lloc, Rée intenta explicar l'aparició dels sentiments altruistes als éssers humans. En segon lloc, va intentar explicar el procés interpretatiu que denota sentiments altruistes com a moral.
Reiterant les conclusions de Les observacions psicològiques, Rée va afirmar que l'altruisme va ser una conducta humana innata reforçada al llarg dels segles per la selecció.
Publicat el 1877, La Gènesi de la consciència moral de Rée va ser el seu segon llibre. Rée anunciava en el pròleg que el seu punt de vista era inductiu. Rée en primer lloc va observar els fenòmens empírics que va considerar que constituïen la natura moral de l'home i a continuació, s'espera el seu origen.
L'error de lliure voluntat, les reclamacions de Rée, es troben rere el desenvolupament del sentiment de justícia:
El sentiment de justícia sorgeix de dos errors: perquè càstigs infligits per les autoritats i els educadors apareixien com actes de retribució, i perquè el poble creu en la llibertat de la voluntat.|Rée [1877] 2003
Rée va negar les explicacions metafísiques de bo i dolent; va pensar que les millors explicacions van ser les ofertes per Darwin i Lamarck, que havien rastrejat fenòmens morals de retorn a les seves causes naturals. Rée va argumentar que els nostres sentiments morals van ser el resultat de canvis que s'havien produït al llarg de moltes generacions.
Igual que Lamarck i Darwin, Rée va sostenir que podien ser hàbits adquirits i passats a les generacions següents, com característiques innates. Com un hàbit adquirit, el comportament altruista eventualment es converteix en una característica innata. El comportament altruista va ser tan beneficiós, va afirmar Rée, que va arribar a ser elogiat incondicionalment, com a alguna cosa bona en si mateix, a part dels seus resultats.

## Nietzsche i Lou Andreas Salomé
Rée va ser severament criticat pel seu amic Friedrich Nietzsche al prefaci de La Genealogia de la moral.
El febrer de 1882, visita a Nietzsche a Gênes, on tenen l'oportunitat d'assistir a les representacions de La Dama de les camèlies d'Alejandro Dumas fill, amb Sarah Bernhardt al paper principal. Més tard, responent a la invitació de Malwida von Meysenbug, es trasllada a Roma, després de perdre tot els seus diners al casino de Montecarlo. La mateixa tarda de la seva arribada coneix a una "jove russa" que atraurà la seva atenció immediatament: Lou Andreas-Salomé.